# Gloeocystidiellum compactum
Gloeocystidiellum compactum är en svampart som beskrevs av Sheng H. Wu 1996. Gloeocystidiellum compactum ingår i släktet Gloeocystidiellum och familjen Stereaceae.   Inga underarter finns listade i Catalogue of Life.